# Kha
Kha o Hat-mhyt (el dofí) fou el nomós XVI del Baix Egipte. Antigament va formar part del nomós XV (Tehut) però després va quedar separat. Està situat a la part central de l'orient del Delta del Nil limitant al nord amb la mar, a l'est amb el nomós XIX (Am-Pehu), al sud amb el nomós XI (Ka-heseb) i a l'oest amb el nomós XV (Tehut). A la llista de Seti I se l'esmenta com Hap que era una ciutat del nomós. La capital fou Djedet (Mendes) a la vora del braç del riu que formava el límit occidental. Estrabó i Plini el Vell esmenten Mendesion o Mendesium i Claudi Ptolemeu una ciutat de nom Thmuis. Els déus principals foren Banebdjed (amb temple a Mendes) i Hathehyt.